# Gare de Meximieux – Pérouges
Gare de Meximieux - Pérouges – stacja kolejowa w Meximieux, w departamencie Ain, w regionie Owernia-Rodan-Alpy, we Francji.
Jest stacją Société nationale des chemins de fer français (SNCF), obsługiwaną przez pociągi TER Rhône-Alpes.